# Torralba de Juárez
Torralba de Juárez är en ort i Mexiko.   Den ligger i kommunen Santa Lucía Monteverde och delstaten Oaxaca, i den sydöstra delen av landet, 300 km söder om huvudstaden Mexico City. Torralba de Juárez ligger 746 meter över havet och antalet invånare är 105.
Terrängen runt Torralba de Juárez är kuperad. Runt Torralba de Juárez är det ganska glesbefolkat, med 28 invånare per kvadratkilometer. Närmaste större samhälle är Putla Villa de Guerrero, 17,6 km nordväst om Torralba de Juárez. I omgivningarna runt Torralba de Juárez växer huvudsakligen savannskog.